# 162
| 162                |
| ------------------ |
| Dødsfald - Fødsler |
|                    |

| Gregoriansk kalender | 162 CLXII               |
| Ab urbe condita      | 915                     |
| Armensk kalender     | I/T                     |
| Kinesiske kalender   | 2858 – 2859 辛丑 – 壬寅 |
| Etiopisk kalender    | 154 – 155               |
| Jødisk kalender      | 3922 – 3923             |
| Hindukalendere       |                         |
| - Vikram Samvat      | 217 – 218               |
| - Shaka Samvat       | 84 – 85                 |
| - Kali Yuga          | 3263 – 3264             |
| Iransk kalender      | 460 BP – 459 BP         |
| Islamisk kalender    | 474 BH – 473 BH         |

Se også 162 (tal)

## Begivenheder
- Galen flytter til Rom og udfører der offentlige demonstrationer af sin anatomiske lærdom.